# Maxillaria
Maxillaria es un género de orquídeas, epífitas, litófitas y raramente de hábitos terrestres. Tiene 570 especies. Es originario de América tropical.

## Descripción
Epífitas, litófitas o terrestres, rizoma o tallo primario muy corto hasta alargado, a menudo ramificado, a menudo aéreo, revestido de vainas con o sin limbos foliares; pseudobulbos generalmente presentes, aproximados o distanciados a lo largo del tallo primario o rizoma, siempre de un entrenudo, de forma y tamaño variables, por lo general 1-foliados (raras veces 2-4-foliados), revestidos de vainas con o sin limbos foliares. Hojas conduplicadas, generalmente liguliformes, coriáceas, carnosas o raras veces delgadas, por lo general planas, menos frecuentemente teretes. Inflorescencias unifloras, escapos laterales sobre el tallo primario o rizoma, en la base del pseudobulbo o en las vainas de vástagos en desarrollo, 1-muchos pedúnculos por bráctea o vaina del rizoma, cortos o alargados, las flores pequeñas, medianas, hasta a veces bastante grandes; sépalos generalmente similares, los laterales algo adnados al pie de la columna y formando un mentón en la base, raramente connados arriba; pétalos similares a los sépalos pero por lo general más pequeños; labelo articulado con el pie de la columna, cóncavo, simple hasta profundamente 3-lobado, disco generalmente con un callo carnoso o harinoso, menos frecuente aceitoso o ceráceo; columna semiterete, generalmente arqueada, raramente alada, generalmente con un pie conspicuo, la antera terminal, operculada, incumbente, 1-locular hasta imperfectamente 2-locular, polinios 4, ceráceos.

## Características
Son en su mayoría epífitas, bastante grandes en tamaño, pero algunas son terrestres e incluso litófitas (como M. rupestris).  Pero la orquídea brasileña Maxillaria picta puede también encontrarse en las partes altas de un árbol tal como se ha constatado que crecen en las rocas, siempre y cuando la humedad del aire es suficientemente alta.
Muchas especies son más bien grandes con el crecimiento desenfrenado.

## Distribución
Se distribuyen en la selva desde el nivel del mar a altitudes de 3500 m s. n. m., en las regiones tropicales y subtropicales de América.

## Etimología
El nombre del género deriva de la palabra latína: Maxilla, que significa "barbilla", en referencia a la movilidad del labelo y la versatilidad en sus flores. 

## Especies
- Lista de especies de Maxillaria